# Agrostis ampla
Agrostis ampla é uma espécie de gramínea do gênero Agrostis, pertencente à família Poaceae.